# Енди Родик
Ендру Стивен Родик (енгл. Andrew Steven Roddick; 30. август 1982. у Омахи, Небраска) је бивши амерички тенисер, некада најбољи тенисер планете. До прве позиције на АТП листи дошао је 3. новембра 2003, а исте године је освојио своју прву и једину гренд слем титулу, Отворено првенство САД. Још четири пута је долазио до финала гренд слем турнира, а освојио је и пет трофеја на турнирима из АТП Мастерс 1000 серије, као и са репрезентацијом САД Дејвис куп 2007. године.
Свој последњи меч одиграо је 2012. године, на истом гренд слему, када га је у четвртом колу победио Хуан Мартин Дел Потро. Једна од главних карактеристика овог играча је била специфична техника сервирања, захваљујући којој је званично био и најбољи сервер света.

## Тениска каријера

### 2000—2003.
Енди Родик је наговестио успешну каријеру још од јуниорске конкуренције, у којој је био скоро ненадмашан. Био је први јуниор света 2000. године. Исте године, освојио је престижни турнир за јуниоре Банана Боул у Сао Паулу, а такође је освојио и Отворено првенство Аустралије у јуниорској конкуренцији, победивши у финалу Марија Анчића.
2000. године Родик је одиграо свој први меч на једном професионалном АТП турниру, на Мајами Мастерсу. Добио је свој први меч, али је био лак залогај за Андреа Агасија, са којим се сусрео у другом колу. Такође је дошао до свог првог четвртфинала, на турниру у Вашингтону, где га је поново победио Агаси. Захваљујући успешним резултатима у 2000. години, постао је најмлађи тенисер међу 200 најбољих тенисера света, и то са само осамнаест година.
Током 2001. године Родик је освојио своју прву титулу, на турниру у Атланти. Такође је освојио и турнире у Хјустону и Вашингтону, и тако постао најмлађи играч међу најбољих двадесет тенисера света. 2001. је дебитовао за Дејвис куп репрезентацију САД и то веома успешно. Постао је најбољи играч по проценту убаченог првог сервиса (чак 90%) и по броју спасених брејк лопти (72). Такође је остварио победу над тада најбољим тенисером света, Питом Сампрасом. 2002. године, Родик је освојио две титуле, у Мемфису и Хјустону, и ушао међу десет најбољих тенисера планете.
У 2003. години Родик је наставио серију добрих резултата и достигао полуфинале Отвореног првенства Аустралије. Те године је освојио чак шест титула, међу којима су два из АТП Мастерс серије — Канада Мастерс и Синсинати Мастерс — и један гренд слем турнир, Отворено првенство Америке. Такође је достигао и полуфинале Вимблдона, у којем га је поразио Роџер Федерер. 3. новембра 2003. Енди Родик заузима прву позицију на АТП ранг листи, поставши најмлађи број један у историји тениса, након Лејтона Хјуита. Родик је постао први амерички тенисер од Андреа Агасија 1999. године који је годину завршио на првом месту АТП листе. За своја достигнућа у 2003. години, Родик добија награде Асоцијације тениских професионалаца и Међународне тениске федерације за најбољег тенисера године.

### 2004—2006.
2004. године Родик је освојио четири титуле, укључујући и Мајами Мастерс. Такође је по први пут стигао до финала Вимблдона, у коме га је Роџер Федерер поразио у четири сета (4–6, 7–5, 7–6, 6–4). Достигао је четвртфинала Отвореног првенства Аустралије и Америке, док је на Ролан Гаросу изгубио већ у другом колу. Достигао је треће коло на Олимпијским играма 2004. године у Атини, када је изгубио од Фернанда Гонзалеза, који је касније освојио бронзану медаљу. Родик је такође играо за Дејвис куп репрезентацију САД, заједно са Мардијем Фишом и Бобом и Мајком Брајаном. Поражени су у финалу од Шпаније.
1. фебруара 2004. године, Роџер Федерер је заузео прву позицију на АТП листи, на којој се задржао невероватних 237 узастопних недеља. 18. августа 2008. ту позицију је заузео Рафаел Надал. Родик се никада више није вратио на ту позицију.
2005. Родик осваја пет титула, и то на све четири подлоге — турнире у Сан Хозеу и Вашингтону на тврдој, у Лондону на травнатој, у Хјустону на шљаци, и у Лиону на тепиху. На Ролан Гаросу и Отвореном првенству Америке изгубио је у раним фазама, али је достигао полуфинале Отвореног првенства Аустралије (поразио га Лејтон Хјуит) и још једно финале Вимблдона (поразио га Федерер). На крају сезоне је био трећи играч планете, иза Федерера и Рафаела Надала. Упркос добрим резултатима те године, -{TENNIS Magazine} и други медији критиковали су Родика због „лоше игре“ у 2005. години.
2006. године, Родик губи у раним фазама на три од четири гренд слем турнира — Отвореном првенству Аустралије (4. коло), Ролан Гаросу (1. коло) и Вимблдону (3. коло). Али, зато је достигао финале Отвореног првенства Америке, у којем га је победио Федерер у четири сета (6–2, 4–6, 7–5, 6–1). Те године, Родик је освојио само једну титулу, Синсинати Мастерс. Квалификовао се за Тенис мастерс куп, али га је Федерер поразио већ у првом мечу. На крају сезоне 2006, Родик је заузимао 6. позицију на АТП листи.

### 2007.
Родик је био шести носилац на Отвореном првенству Аустралије. Након маратонског меча у првом колу, победио је Француза Жо-Вилфреда Цонге у четири сета. У трећем колу је поразио 26. носиоца Марата Сафина, у четвртом 9. Марија Анчића, а у четвртфиналу Мардија Фиша. У полуфиналу га је савладао први носилац Роџер Федерер, са 6-4, 6-0, 6-2. Након Отвореног првенства Аустралије, играо је за репрезентацију САД у првом колу Дејвис купа, победивши у оба меча против Ива Минара и Томаша Бердиха.
Као и претходне године, Енди Мари га је савладао у полуфиналу турнира у Сан Хозеу, а затим је Родик победио Марија у полуфиналу турнира у Мемфису. У финалу га је поразио Томи Хас са 6-3, 6-2. Упркос добрим резултатима, Николај Давиденко је заузео треће место на АТП листи, што је било први пут од 6. марта 2006. да се Родик не налази у топ 3. На првом турниру из АТП Мастерс серије, Индијан Велс Мастерсу, Родик је достигао полуфинале, у ком га је поразио Рафаел Надал са 6-4, 6-3. Родик је затим играо у четвртфиналу Мајами Мастерса, али је због повреде тај меч предао Ендију Марију.
Захваљујући Родиковој победи над Фернандом Вердаском, САД се пласирала у полуфинале Дејвис купа, победом на Шпанијом. Ипак, током играња Дејвис купа, Родик је поново повредио леву бутину, и морао да откаже учешће на турниру у Хјустону и Монте Карло Мастерсу. Након опоравка, играо је на Рим Мастерсу, где га је у трећем колу поразио Хуан Игнасио Чела. Није играо на Хамбург Мастерсу услед припрема за Отворено првенство Француске. На другом гренд слему у сезони га је поразио Игор Андрејев већ у првом колу.
По четврти пут у каријери, Родик је освојио титулу у Квинс Клабу. На Вимблдону 2007. Родик је био трећи носилац, иза Федерера и Надала. Достигао је четвртфинале, изгубивши од Ришара Гаскеа, упркос томе што је добио прва два сета. Меч је завршен резултатом 4–6, 4–6, 7–6(2), 7–6(3), 8–6. Играјући на турнирима у САД, Родик је достигао полуфинале турнира у Индијанаполису, четвртфинале Канада Мастерса и треће коло Синсинати Мастерса, и освојио је титулу у Вашингтону. У четвртфиналу Отвореног првенства Америке, Родик се у четвртфиналу по петнаести пут састао са Роџером Федерером, који је тријумфовао по четрнаести пут у њиховим међусобним сусретима, са 7–6(5), 7–6(4), 6–2. Две недеље касније, играо је за Дејвис куп репрезентацију САД, која се, захваљујући победом на Шведском, пласирала у финале Дејвис купа.
Због повреде колена, Родик је отказао учешће на Мадрид Мастерсу. Такође је отказао и учешће на Париз Мастерсу, због чега је морао да плати 22.600 америчких долара. Родик се квалификовао за Тенис мастерс куп, забележивши једну победу и два пораза. Достигао је полуфинале, у којем га је поразио светски број пет Давид Ферер. Након Тенис мастерс купа, Родик се прикључио Дејвис куп репрезентацији САД у финалу Дејвис купа против Русије. Сједињене Државе су тријумфовале са 3-1.

### 2009.
Родик је започео сезону играјући на егзибиционом турниру у Абу Дабију. Његов први професионални АТП турнир у години био је турнир у Дохи, у чијем је финалу изгубио од британског тенисера Ендија Марија (6-4, 6-2). На Отвореном првенству Аустралије 2009, Родик је достигао полуфинале, у ком га је савладао други носилац Роџер Федерер. У четвртфиналу се састао са браниоцем титуле, Новаком Ђоковићем, али је Ђоковић предао меч услед удара сунчанице.

### 2012.
Последња сезона у каријери Ендија Родика. На отвореном првенству Аустралије је поражен у другом колу од Лејтона Хјуита (6:3, 3:6, 4:6). Још лошији резултат је забележио на Ролан Гаросу, где је поражен у првом колу од Николе Маија, тадашњег 88. тенисера света. На Вимблдону завршава такмичење у трећем колу поразом од Давида Ферера 3-1 у сетовима. Ни на УС опену није успео да постигне запажен резултат. У осмини финала га је савладао Хуан Мартин дел Потро са 7:6, 6:7, 2:6, 4:6 у мечу који је трајао 3 сата и 21 минут. Управо тај меч који је одигран 5. септембра је послењи Родиков меч у краткој каријери.

## Опрема и спонзори
Енди Родик је на крају каријере носио опрему марке Lacoste и користи рекет марке Babolat. Претходно је носио и опрему марке Reebok. Његове Babolat патике, модела Babolat Propulse, његов су заштитни знак.
Родик је био промотер сатова Ролекс, јапанске аутомобилске компаније Lexus, произвођача софтвера и провајдера SAP AG, и америчке финансијске компаније American Express.

## Награде
- 2001: Награда АТП за најбољег новог тенисера
- 2003: Награда АТП за тенисера године
- 2003: Награда ИТФ за тенисера године
- 2004: Награда "ESPY" за најбољег тенисера године

## Гренд слем финала

### Појединачно (4)

#### Победа (1)
| Година | Турнир                 | Противник у финалу | Резултат      |
| 2003.  | Отворено првенство САД | Хуан Карлос Фереро | 6–3, 7–6, 6–3 |

#### Порази (4)
| Година | Турнир                 | Противник у финалу | Резултат                        |
| 2004.  | Вимблдон (1)           | Роџер Федерер      | 6–4, 5–7, 6–7, 4–6              |
| 2005.  | Вимблдон (2)           | Роџер Федерер      | 2–6, 6–7, 4–6                   |
| 2006.  | Отворено првенство САД | Роџер Федерер      | 2-6, 6–4, 5–7, 1–6              |
| 2009.  | Вимблдон (3)           | Роџер Федерер      | 7–5, 6–7(6), 6–7(5), 6–3, 14–16 |

## Финала АТП Мастерс серије (7)

### Појединачно (7)

#### Победе (4)
| Година | Турнир        | Противник у финалу | Резултат                  |
| 2003   | Монтреал      | Давид Налбандијан  | 6–1, 6–3                  |
| 2003   | Синсинати (1) | Марди Фиш          | 4–6, 7–6, 7–6             |
| 2004   | Мајами        | Гиљермо Корија     | 6–7, 6–3, 6–1, предат меч |
| 2006   | Синсинати (2) | Хуан Карлос Фереро | 6–3, 6–4                  |

#### Порази (3)
| Година | Турнир      | Противник у финалу | Резултат |
| 2002   | Торонто (1) | Гиљермо Кањас      | 4–6, 5–7 |
| 2004   | Торонто (2) | Роџер Федерер      | 5–7, 3–6 |
| 2005   | Синсинати   | Роџер Федер        | 3–6, 5–7 |

## Освојени турнири

#### Освојени турнири у синглу
- 2001. Атланта, Хјустон, Вошингтон
- 2002. Хјустон, Мемфис
- 2003. Синсинати, Индијаноплоис, Лондон / Куинс Клаб, Монтреал / Торонто, Ст. Полтн, Отворено првенство Америке
- 2004. Индијанополис, Лондон / Куинс Клаб, Мајами, Сан Хозе
- 2005. Хјустон, Лондон / Куинс Клаб, Лион, Сан Хозе, Вошингтон
- 2006. Синсинати
- 2007. Лондон / Куинс Клаб, Вошингтон

#### Освојени турнири у дублу
- 2001. Делреј Бич
- 2002. Хјустон
- 2006. Индијанополис

## Приватан живот
Родик и његова вишегодишња девојка, модел Бруклин Декер, венчали су се 17. априла 2009. године.